# Аруба на Светском првенству у атлетици на отвореном 2013.
Аруба је учествовала на Светском првенству у атлетици на отвореном 2013. одржаном у Москви од 10. до 18. августа. Репрезентацију Арубе представљао је један такмичар који се такмичио у скоку удаљ.,
На овом првенству Аруба није освојила ниједну медаљу. Није било нових националних ни личних рекорда.

## Учесници
Мушкарци
- Квинси Брил — Скок удаљ

## Резултати

### Мушкарци
| Атлетичар   | Дисциплина | Лични рекорд | Квалификације | Квалификације | Финале               | Финале  | Детаљи |
| Атлетичар   | Дисциплина | Лични рекорд | Резултат      | Место         | Резултат             | Место   | Детаљи |
| ----------- | ---------- | ------------ | ------------- | ------------- | -------------------- | ------- | ------ |
| Квинси Брил | Скок удаљ  | 7,46         | 7,10          | 15 гр А       | Није се квалификовао | 28 / 29 |        |